# Entreprise en santé
Entreprise en santé est une norme du Bureau de normalisation du Québec qui vise à reconnaître les pratiques en matière de prévention, promotion et pratiques organisationnelles favorables à la santé en milieu de travail.
La norme comporte 5 exigences principales :
1. Un engagement de la direction dans des pratiques qui favorisent la santé et le mieux-être de son personnel
2. La mise en place d'un comité de santé et mieux-être afin de recueillir les suggestions du personnel
3. La réalisation d'une collecte de données afin d'établir un portrait de la santé de son personnel
4. La mise en place d'activités ou de stratégies reconnues afin de promouvoir la santé ou de prévenir la maladie
5. L'évaluation des activités mises en place

La norme certifie qu'une entreprise propose des mesures, des actions ou des stratégies dans au moins deux des quatre sphères suivantes :
1. Habitudes de vie (sphère obligatoire)
2. Pratiques de gestion
3. Environnement de travail
4. Conciliation travail - vie personnelle

## Historique
La norme qui a été mise en place au mois d'octobre 2008, est une initiative du Gp2S (maintenant connu sous le nom de Groupe entreprises en santé). Elle a été développée avec le soutien financier de la CSST, de Desjardins Sécurité financière, du Ministère de la Santé et des Services sociaux et de Power Corporation du Canada.
Début juin 2014, 53 entreprises étaient certifiées.